# Синдром Кароли
Боле́знь Кароли́ (синдром Кароли) — впервые описана французским гастроэнтерологом Жаком Кароли в 1958 году, является редким наследственным заболеванием, которое характеризуется кистозным расширением внутрипеченочных желчных протоков.  МКБ-10- Q44.5. Наследование по аутосомно-рецессивному типу, мутация гена PKHD1.

## Описание
Есть два типа болезни Кароли. Первая — простая (истинная), или изолированная форма, при которой мешкообразно расширены только жёлчные протоки, после чего формируются камни и холангит. Вторая, более сложная форма, обычно известна как синдром Кароли. При этом кроме расширения внутрипечёночных желчных протоков (которые расширены минимально) есть ещё портальная гипертензия и врождённый печёночный фиброз. Обе формы болезни могут сочетаться с поликистозом почек.
Болезнь затрагивает приблизительно 1 из 1 000 000 человек, причём чаще сталкиваются со случаями синдрома Кароли, чем с изолированной болезнью Кароли. Симптомы заболевания (гепатомегалия, боли в животе) обычно проявляются в зрелом возрасте.
В биохимическом анализе крови определяются повышенные уровни билирубина, активности трансаминаз, щелочной фосфатазы.
Диагноз ставят с помощью компьютерной томографии и холангиографии. Это заболевание имеет непрерывно прогрессирующий характер, приводит к вторичному циррозу печени, амилоидозу, раку печени.
Специфического лечения не существует — для уменьшения частоты холангитов проводится антибактериальная терапия. Очень перспективна трансплантация печени.